# Hershey's Kisses
Hershey's Kisses es una marca de chocolate fabricado por The Company Hershey's. Los pequeños trozos de chocolate tienen una forma distintiva, comúnmente descrito como lágrimas con fondo plano. Los Kisses de Hershey se envuelven en cuadrados de papel aluminio ligero, con una estrecha franja de papel que sobresale de la parte superior para facilitarle al público cuando abra el producto

## Historia
Los Kisses de Hershey se introdujeron por primera vez en 1907. Se cree que el dulce fue nombrado Kisses (o Besos en español) debido al sonido y el movimiento realizado por la máquina mientras depositaba el chocolate. 
En 2005 el Hershey Kissables se presentó como una versión más pequeña de tamaño. Actualmente estos han sido descontinuados.
Actualmente Hershey's es líder de la industria de la confitería ya que tiene ingresos anuales de 8 billones de dólares mundialmente, manteniendo a Kisses y Reese's Peanut Butter Cup como algunos de sus productos estrella y M&M como su principal competencia.
El Kiss de Hershey 's ha creado sabores nuevos para el Día de San Valentín por años, y este día es de los días de ventas más importantes para el chocolate. La caja en forma de corazón de los Kisses es una de las estrategias de mercadotecnia más exitosas en la historia de la empresa.

## Propuesta de valor
La marca hace una promesa de que Kisses es una experiencia de chocolate única para saborear y crear momentos de conexión felices, manteniendo sus valores de afección y el cuidado de calidad a través de un valor del producto. Lo que busca Kisses es que se les asocie con atributos positivos como: alegres, sociales, optimistas, generosos y accesibles.

## Variedades de Kisses Brand

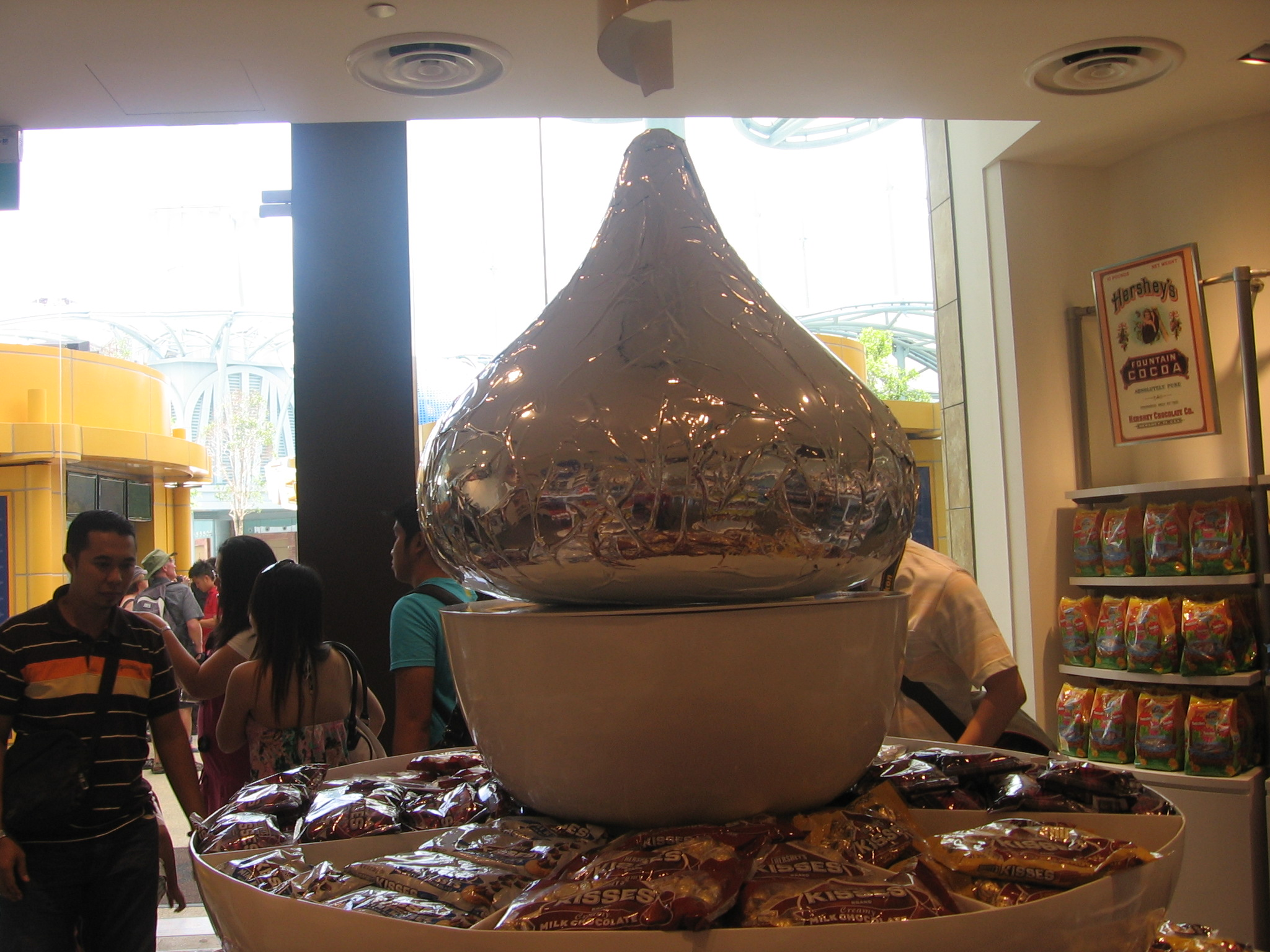
Una muestra de Hershey's Kisses en Singapur.

Aunque originalmente es hecha únicamente de chocolate con leche, se han introducido muchas variaciones de la marca de los besos de chocolates y caramelos. Hershey introduce y suspende nuevos sabores constantemente. Algunos de los sabores disponibles durante todo el año son:

### Estados Unidos & Canadá
- Chocolate de leche
- Chocolate de leche con almendra
- Relleno con caramelo
- Special Dark (Chocolate Oscuro)
- Cereza Cordial
- Trufa de menta
- Chocolate de leche con macadamia (sólo en Hawái y tienda de la compañía en Hershey, PA)
- Cookies and Creme (chocolate de leche con bits de galleta tipo oreo)
- Candy Cane
- Coco Creme
- Abrazos (Chocolate blanco con cintas de chocolate de leche)
- Especia de calabaza
- Bacote (Chocolate oscuro con cintas de Tocino)
- Dr. Pepper

### Internacional
- Avellana (sólo ser encontrado en mercados asiáticos)
- Té verde (sólo ser encontrado en mercados asiáticos)
- Creamy Chocolate de leche (encontrado en Europa)
- Creamy Chocolate de leche con Almendras (encontrados en Europa)
- Chocolate de leche (Disponible en todos los países)

### De tiempo limitado
- Chocolate con menta
- Fudge doble (fudge con sabor a chocolate, llamado "helado" besos con sabor - no igual fudge de chocolate doble)
- Chocolate Fudge doble (chocolate oscuro en la parte inferior, chocolate con leche en la parte superior - puede ser el mismo que el "doble de chocolate")
- Doble Chocolate (chocolate negro y leche - llamados kisses "layers" - puede ser lo mismo que "fudge de chocolate doble")
- Chocolate con leche y vainilla (chocolate blanco en la parte superior, de leche en el fondo - llamados kisses "layers")
- Dulce de Leche (chocolate blanco con relleno de caramelo)
- Chocolate negro relleno con Cereza Cordial Crème
- Fresa Crème (chocolate blanco con sabor a fresa sin ningún relleno. Originalmente llamado "ice cream" flavored kisses)
- Naranja Crème (chocolate blanco con sabor a naranja sin relleno)
- Coco Crème (chocolate con leche con relleno de crema de coco)
- Chocolate Oscuro con Almendras
- Cremoso extra con caramelo y almendras
- Trufa de chocolate ("trufa" de chocolate envuelto en chocolate negro)
- Candy Cane ( menta con sabor de chocolate blanco con nonpareils crujientes)
- Special Dark Macadamia Nut
- Milk Chocolate Macadamia Nut
- Special Dark Espresso -flavored
- Special Dark Coffee -flavored
- Crema de caramelo (chocolate blanco con sabor a caramelo)
- Crujiente de crema de caramelo (chocolate blanco con sabor a caramelo y trocitos de caramelo crujiente)
- Dark Chocolate Raspberry -flavored
- Dark Chocolate Strawberry -flavored
- Dark Chocolate Orange -flavored
- Extra Creamy
- Napolitano (chocolate blanco, rosa y marron)
- Confeti (chocolate blanco con pequeño rocía de dulces)
- Chocolate Crunch Malta (malta con sabor a chocolate con leche y trocitos de caramelo crujiente)
- Vanilla Crème (chocolate con leche con relleno sabor a crema de vainilla)
- Candy Corn (chocolate blanco)
- Queso de Nueva York (el chocolate con leche extra cremosa y relleno con sabor a queso crema)
- Toffee Crunch con sabor (crema de caramelo con sabor a chocolate con leche extra con nonpareils crujientes)
- Hot Cocoa Crème (chocolate con leche con chocolate caliente y relleno de crema)
- Casa de la Moneda de la Trufa (chocolate negro lleno de un verde "menta pattie" crème y sabor a menta)
- Melcocha del chocolate (chocolate con leche hecho a gusto como malvavisco)
- Trio (leche y chocolate oscuros rociados con crema blanca)
- Champagne Trufa (champán con sabor a "trufa" de chocolate envuelto en chocolate oscuro que se vende en una botella de champán de plástico)
- Crema de menta (relleno y envuelto en chocolate negro -puede ser la misma que la trufa de menta)
- Limón Crème (chocolate blanco con sabor a limón - sin relleno)
- Vanilla Yogur Crème (chocolate con leche relleno de yogur de crema vainilla)
- Cookies n 'Crème (de chocolate blanco con nonpareils crujientes) - no son los mismos bits como en Europa
- Chocolate con leche relleno de Malvavisco Crème
- Pumpkin Spice (dulces de chocolate con relleno con sabor a pastel de calabaza).
- Caramel Apple (chocolate con leche relleno con sabor a manzana de caramelo).
- Leche de chocolate relleno de fresa Crème
- Meltaway Chocolate (chocolate con leche con centro de chocolate suave y aterciopelada)
- Irlandés Crème (chocolate con leche relleno de crema irlandesa)
- Chocolate con leche lleno de buttercreme

## Variedades de envoltura
Los Chocolates Hershey's Kisses estaban envueltos originalmente en papel de aluminio de color plata, y sólo han estado disponibles en este color durante décadas. Pero en fechas especiales ha llegado a tener más de una variedad en su envoltorio, algunos son: 
- La envoltorios de plata original (para regular) y el oro (para almendras) están disponibles todo el año.

- Los dulces de temáticas de Navidad vienen en los colores de un bastón de caramelo cuyos colores imitan el patrón de rayas rojas y el chocolate blanco.

- La temática de Halloween vienen en un envoltorio cuyos colores imitan el color de un maíz dulce con rayas amarillas, blancas y anaranjadas se arremolinan alrededor del caramelo.

- Kisses de chocolate vienen en una profunda envoltura púrpura.

- Envoltorios de camuflaje también están disponibles, sobre todo en las bases militares.

- También han aparecido envolturas rosadas con "cintas" en ellos para apoyar la investigación del cáncer de mama.

- El Día de la Independencia tiene colores plata con rayas rojas y envoltorios azul con estrellas.

- Los colores para la "Cosecha de la caída" se introdujeron en 1991.

- En 1968, envolturas en colores pastel azul, rosado y verde se introdujeron para la Pascua, y en 1986, se introdujeron las envolturas del Día de San Valentín en color rojo y plata. Xs y Os también han aparecido en rosa y rojo envoltorios, así como pequeños corazones rojos en las envolturas de plata para el Día de San Valentín.

- En 1962 fue el primer año que los chocolates Kisses estaban disponibles en diferentes envoltorios de papel aluminio de color: rojo, verde y caramelos envueltos en plata fueron fabricados para coincidir con la temporada de Navidad.

## Penacho de papel
Además de la norma "Kisses®" el penacho de papel y los penachos de variedades especiales (como "pastel de queso") suelen tener mensajes especiales que han estado disponibles para diversas ocasiones, entre ellas estuvieron:
- Un Beso para ti
- Feliz San Valentin
- Felices Vacaciones
- Abrazos

## Crítica
Kisses con almendra, Kisses hugs, Kisses con caramelo y Kisses cookies 'n' creme están hechos con un ingrediente polémico denominado como PGPR (Polyglycerol polyricinoleate, E476), el cual está siendo utilizado como sustitución de la manteca de cacao.